# Florian Post

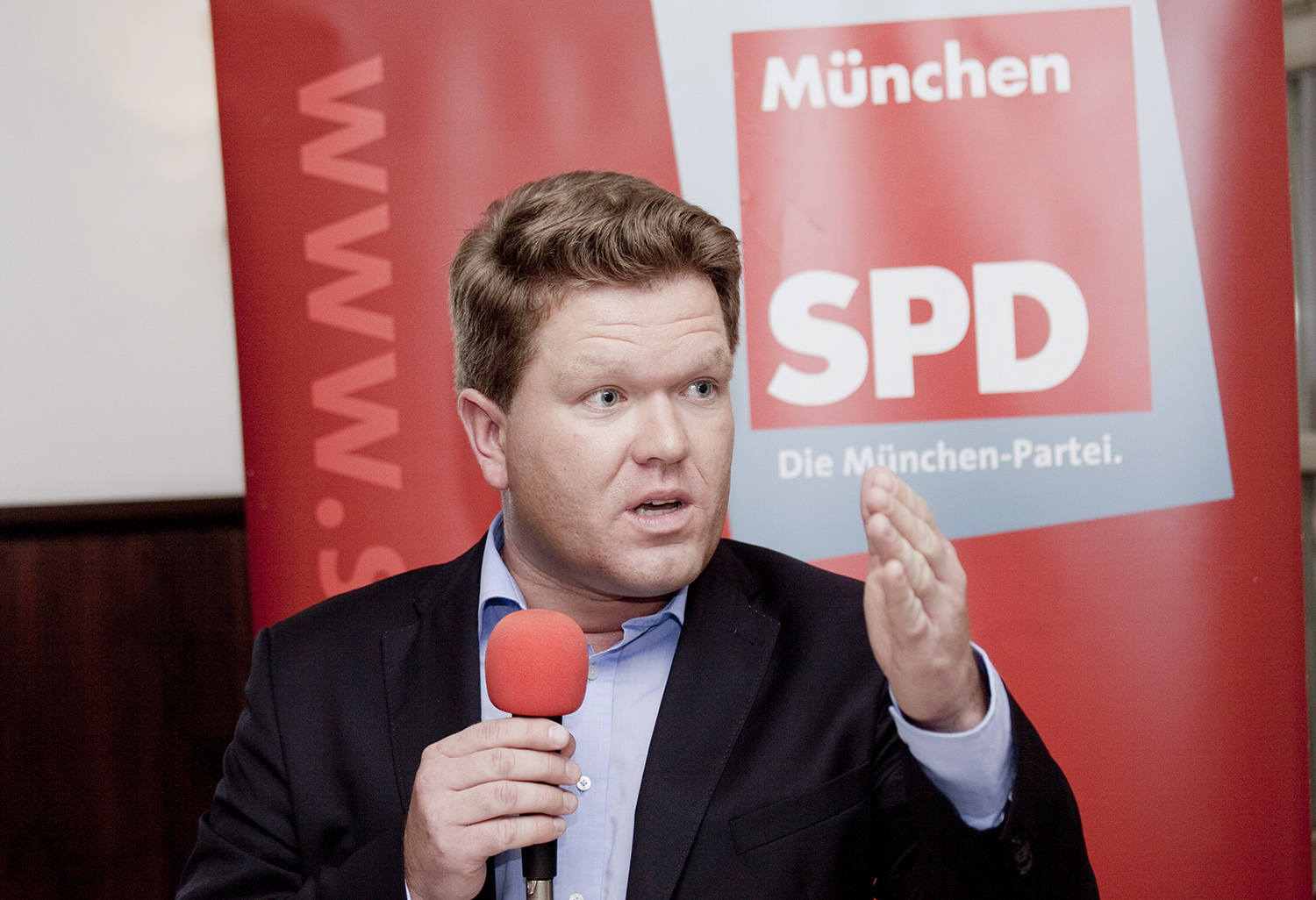
Florian Post (2016)

Florian Michael Josef Post (* 27. Mai 1981 in Neustadt an der Waldnaab) ist ein deutscher Politiker (CSU, bis 2022 SPD). Er war in den Jahren 2013 bis 2021 Mitglied des Deutschen Bundestages.

## Leben
Post wurde in Neustadt an der Waldnaab geboren. Nach dem Abitur am Max-Reger-Gymnasium in Amberg im Jahr 2001 studierte er an der Ludwig-Maximilians-Universität (LMU) in München sowie an der Universität Passau Betriebswirtschaftslehre mit dem Schwerpunkt Steuerrecht. Nach dem Studienabschluss als Diplom-Kaufmann (Univ.) im Jahr 2006 arbeitete er bei der PricewaterhouseCoopers Aktiengesellschaft Wirtschaftsprüfungsgesellschaft (PwC) München im Bereich Wirtschaftsprüfung und Transaktionsberatung. Danach war er bei den Stadtwerken München bis Mitte 2012 Referent des Kaufmännischen Geschäftsführers und danach Manager Energiepolitik.

## Politik
Post trat im Jahr 2004 in die SPD ein. Er war in den Jahren 2005 bis 2009 Vorsitzender des SPD-Ortsvereins Leuchtenberg, von 2007 bis 2008 zugleich Vorstandsmitglied im SPD-Kreisverband Neustadt a. d. Waldnaab (Oberpfalz). 2011 bis 2012 hatte er die Position des Kassierers der SPD im Bundestagswahlkreis München-Nord inne.
Am 19. Juli 2012 wurde er mit Zweidrittelmehrheit als SPD-Bewerber des Wahlkreises München-Nord für die Bundestagswahl 2013 nominiert, unterlag aber bei der Wahl des Direktkandidaten; er zog schließlich über die Landesliste in den Deutschen Bundestag ein. Dort war er bis März 2019, als die Fraktionsspitze ihn abberief, Mitglied des Ausschusses für Wirtschaft und Energie, anschließend bis zum Ende der Legislaturperiode des Ausschusses für Recht und Verbraucherschutz. Zudem war er im Ausschuss für wirtschaftliche Zusammenarbeit und Entwicklung und stellvertretend im Finanzausschuss.
Ursächlich für seine von der damaligen Fraktions- und Parteivorsitzenden Andrea Nahles betriebene Abberufung aus dem Ausschuss für Wirtschaft und Energie war sein wiederholt von der Fraktion abweichendes Abstimmungsverhalten. So stimmte Post dem Kompromiss zur Änderung des § 219a StGB (Werbeverbot für Abtreibungen) nicht zu. Als der damalige Präsident des Bundesverfassungsschutzes Hans-Georg Maaßen massiv in der Kritik stand, rechtsradikale Umtriebe verharmlost zu haben, war Post der erste Bundestagsabgeordnete, der noch vor der Opposition die daraufhin geplante Beförderung Maaßens scharf kritisierte. Post war auch der Meinung, dass an Saudi-Arabien keinerlei Rüstungsgüter mehr geliefert werden sollten, und stellte sich wiederum offen gegen Olaf Scholz und Andrea Nahles. Außerdem schlug Post eine radikale Reform der SPD und deren interner Organisationsstrukturen vor. Er forderte einen radikalen Umbau der Partei – sowohl organisatorisch als auch personell.
Post galt als enger Vertrauter des früheren Bundesaußenministers und langjährigen SPD-Vorsitzenden Sigmar Gabriel. Wiederholt machte er sich für ein Comeback von Sigmar Gabriel stark.
Zur Bundestagswahl 2021 verlor er die Kandidatur für einen aussichtsreichen Platz auf der Landesliste der BayernSPD, woraufhin er die Parteispitze im Bund und im Land scharf kritisierte. Er trat wieder als Kandidat im Wahlkreis München-Nord an, unterlag jedoch bei den Erststimmen mit 21,9 % (2017: 26,2 %) Bernhard Loos von der CSU und Doris Wagner von den Grünen. Der Münchner Alt-Oberbürgermeister Christian Ude war Posts Wahlkampfleiter.
Im August 2022 trat Post aus der SPD aus und erklärte, dass diese „für Menschen mit gewöhnlichen Alltagssorgen“ nicht mehr wählbar sei. Am 28. November 2022 trat er der CSU bei. Im Mai 2024 wurde bekannt, dass er sich um ein Bundestagsmandat für die Wahl zum 21. Deutschen Bundestag bemühen möchte. So wurde er vom CSU-Ortsverband Moosach für den Bundestagswahlkreis München-Nord vorgeschlagen. Post zog seine Kandidatur jedoch zurück, nachdem der amtierende CSU-Bundestagsabgeordnete Bernhard Loos seine erneute Kandidatur für den Bundestag ankündigte.

### Politische Positionen
Im Februar 2020 forderte Post, dass Verdächtige eines Strafverfahrens mit Geldstrafen oder Beugehaft gezwungen werden sollten, Passwörter für Onlinekonten herauszugeben. Die Kritik an der Initiative der Bundesregierung zur Bekämpfung des Rechtsextremismus und der Hasskriminalität sei unangemessen und diene dem „Täterschutz“. Post grenzt hierbei ein, dass seine Forderung sich auf schwere Straftaten und die Anwendung unter Richtervorbehalt beziehe, zeigte sich aber auch offen für eine Einschränkung des grundgesetzlich garantierten Rechts auf Aussageverweigerung. Gegner von Posts Positionen verwiesen aber darauf, dass die geplante Regelung der Bundesregierung zu unscharf formuliert sei und selbst bei Bagatelldelikten anwendbar wäre. Kritisiert wurde Post unter anderem vom Deutschen Anwaltverein.
Am 23. April 2021 reichte Post – wie zuvor angekündigt – Beschwerde beim Bundesverfassungsgericht ein gegen die auch als „Bundesnotbremse“ bezeichnete Änderung des Infektionsschutzgesetzes, kurz nachdem Bundestag und Bundesrat zugestimmt und der Bundespräsident dieses unterzeichnet hatte, unmittelbar vor der Veröffentlichung im Bundesanzeiger. Zudem stelle er einen Eil-Antrag auf einstweilige Anordnung mit dem Ziel, die im Gesetz vorgesehenen und von ihm beanstandeten Maßnahmen schnellstmöglich außer Vollzug zu setzen.
Im Juni 2021 echauffierte Post sich in den sozialen Medien über eine „überwiegend homogene Gruppe junger Männer mit migrantischem Hintergrund“, die „nach Beginn der Sperrstunde durch nicht gerade gutes Benehmen“ aufgefallen sei. Die darauf folgende Kritik sah Post als Bedrohung seiner Meinungsfreiheit, wie er in seiner Kolumne bei Focus Online vom 26. Juni 2021 entlang bekannter Argumentationslinien zu Cancel Culture beklagte.
Im April 2022, während des Russisch-Ukrainischen Krieges, äußerte sich Florian Post zu Tweets des ukrainischen Botschafters in Deutschland Andrij Melnyk. Er bezeichnete die Twitter-Kritik Melnyks an der Bundesregierung und Politikern der SPD als „Unverschämtheiten“ und „unerträglich“. Mit Bezug auf ukrainische Forderungen nach einem deutschen Energie-Embargo gegen Russland erklärte Post, dass er „keine Lust auf einen Dritten Weltkrieg“ habe, auch habe er keine „Lust zu frieren“.